# Moravská stezka
Moravská stezka je česká dálková cyklistická trasa táhnoucí se esovitě od severu od česko-polské státní hranice k jihu přes celou Moravu až k česko-slovenské státní hranici a česko-rakouské státní hranici.

## Geomorfologie Moravské stezky
Trasa stezky leží v těchto místech:
- Olomouckém kraji (okres Jeseník, okres Šumperk, okres Olomouc, okres Přerov),
- Zlínském kraji (okres Kroměříž, okres Zlín, okres Uherské Hradiště)
- Jihomoravském kraji (okres Hodonín, okres Břeclav).

Geograficky se nachází v geomorfologických oblastech:
- Jesenická oblast (geomorfologické celky Zlatohorská vrchovina, Rychlebské hory, Hrubý Jeseník, Hanušovická vrchovina a Mohelnická brázda)
- Západní Vněkarpatské sníženiny (geomorfologický celek Hornomoravský úval)
- Jihomoravská pánev (geomorfologický celek Dolnomoravský úval).
- Vizovická vrchovina (jen několika krátkými úseky stezky)

Velká většina Moravské stezky vede kolem řeky Morava a povodím Moravy. Okrajová (severní) část stezky vede povodím veletoku Odra. Severní část je v hornatém terénu a střední a jižní část v nížinném terénu.

## Popis trasy
Moravská stezka, která má délu 307 km, začíná na česko-polském hraničním přechod Mikulovice-Głuchołazy a pokračuje podél řeky Bělá po trase Mikulovice, Písečná až do Jeseníku. Zde pokračuje podél potoka Staříč po trase Bobrovník, Lipová-Lázně a Horní Lipová. Dále pokračuje podél Ramzovského potoka do Ramzové, kde v Ramzovském sedle stezka dosahuje své nejvyšší nadmořské výšky 763 m. Další trasa přes Ostružná, podél říčky Branná do Branné. Stezka dále vede přes Vikantice, Hanušovice až k řece Morava. Moravská stezka pak dále sleduje tok řeky Morava po trase Raškov, Bohdíkov, Alojzov, Ruda nad Moravou, Bartoňov, Olšany, Bohutín, Bludov, Sudkov, Postřelmov, Lesnice, Leština, Třeština, Mohelnice, Moravičany, Mladeč, Víska, Litovel, Lhota nad Moravou, Hynkov, Horka nad Moravou, Olomouc, Kožušany-Tážaly, Blatec, Charváty, Bolelouc, Tučapy, Dub nad Moravou, Věrovany, Tovačov, Annín, Lobodice, Záříčí, Chropyně, Plešovec, Kroměříž, Kvasice, Otrokovice, Napajedla, Spytihněv, Babice, Staré Město. Další trasa vede přes Kostelany nad Moravou, anebo alternativně přes Uherské Hradiště a Kunovice do Ostrožská Nová Ves. Trasa dále pokračuje přes Uherský Ostroh, Veselí nad Moravou, Strážnice, Petrov do Rohatce. Odtud pokračuje po česko-slovenské státní hranici přes Hodonín, kolem Mikulčic až k česko-rakouské státní hranici kolem Lanžhota. Odtud vede podél řeky Dyje a podél česko-rakouské hranice k nejnižšímu bodu celé trasy 149 m n. m. a pak přes Pohansko až do Břeclavi, kde stezka končí.

## Další informace
Stezka je celoročně volně přístupná. Mohou existovat občasná omezení v době povodní na řece Morava. Navazuje, nebo se prolíná, s dalšími cyklistickými nebo turistickými trasami, např. cyklostezka Bečva, EuroVelo4, Cyrilometodějská stezka aj.

## Galerie

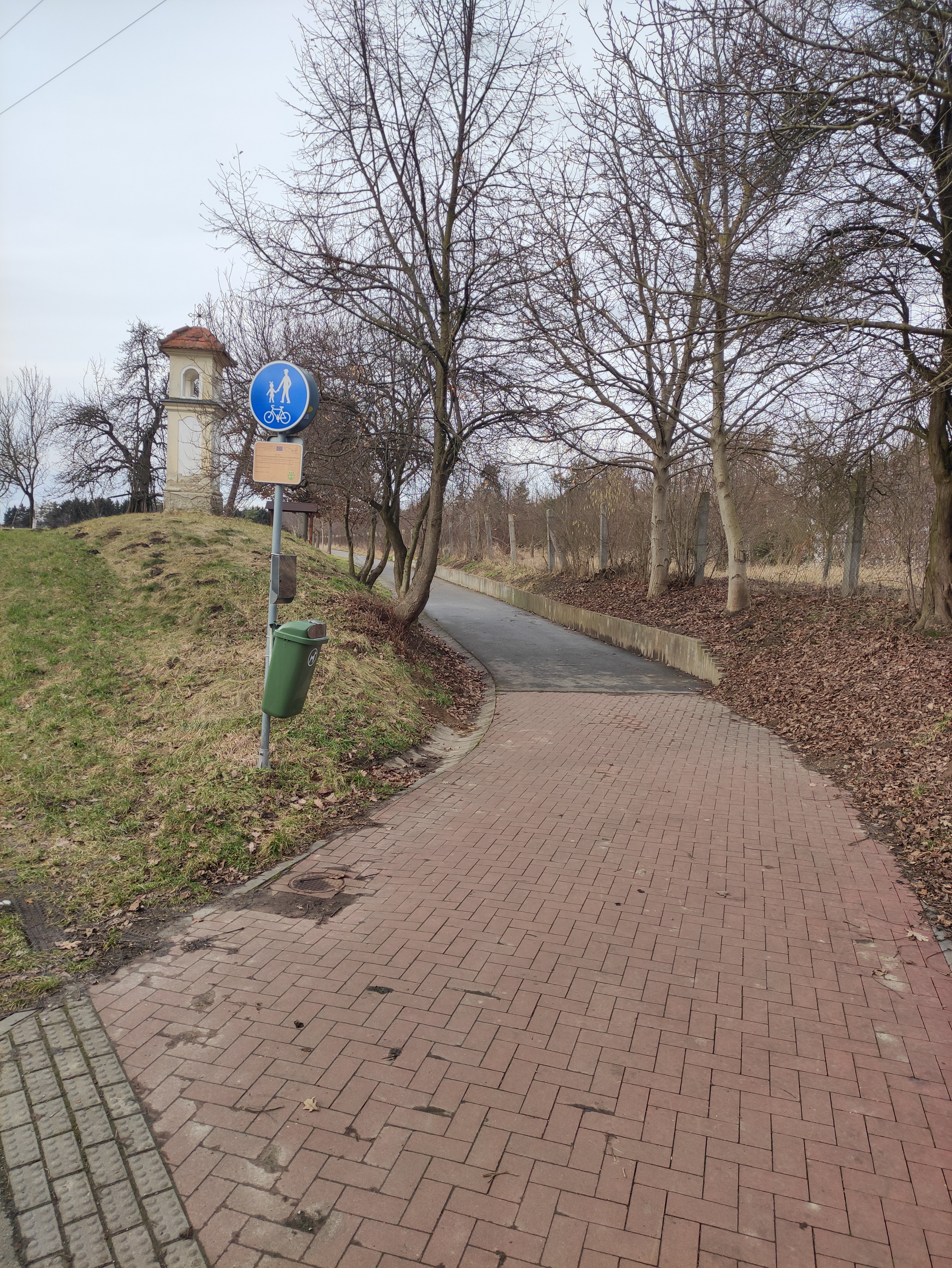
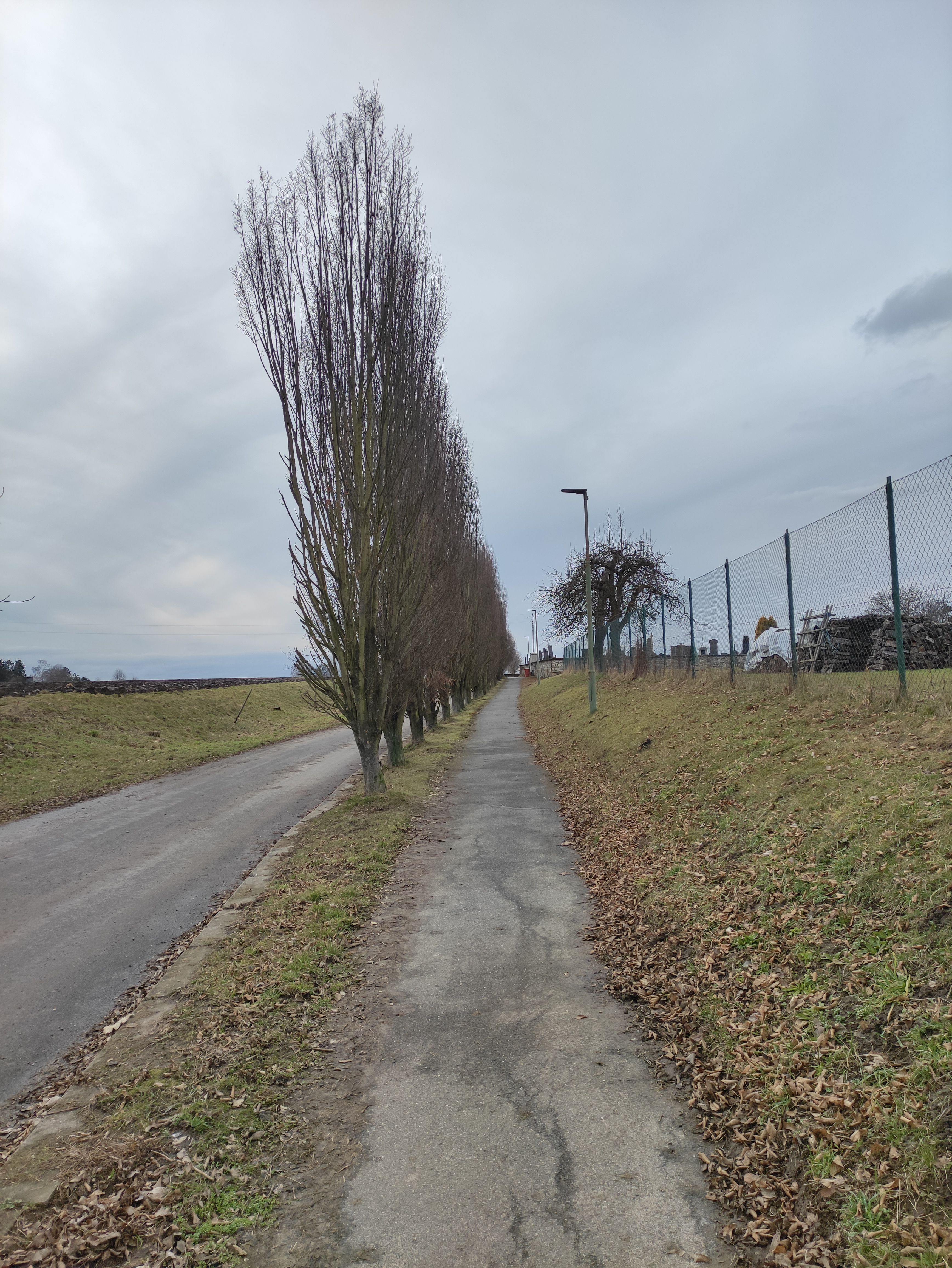
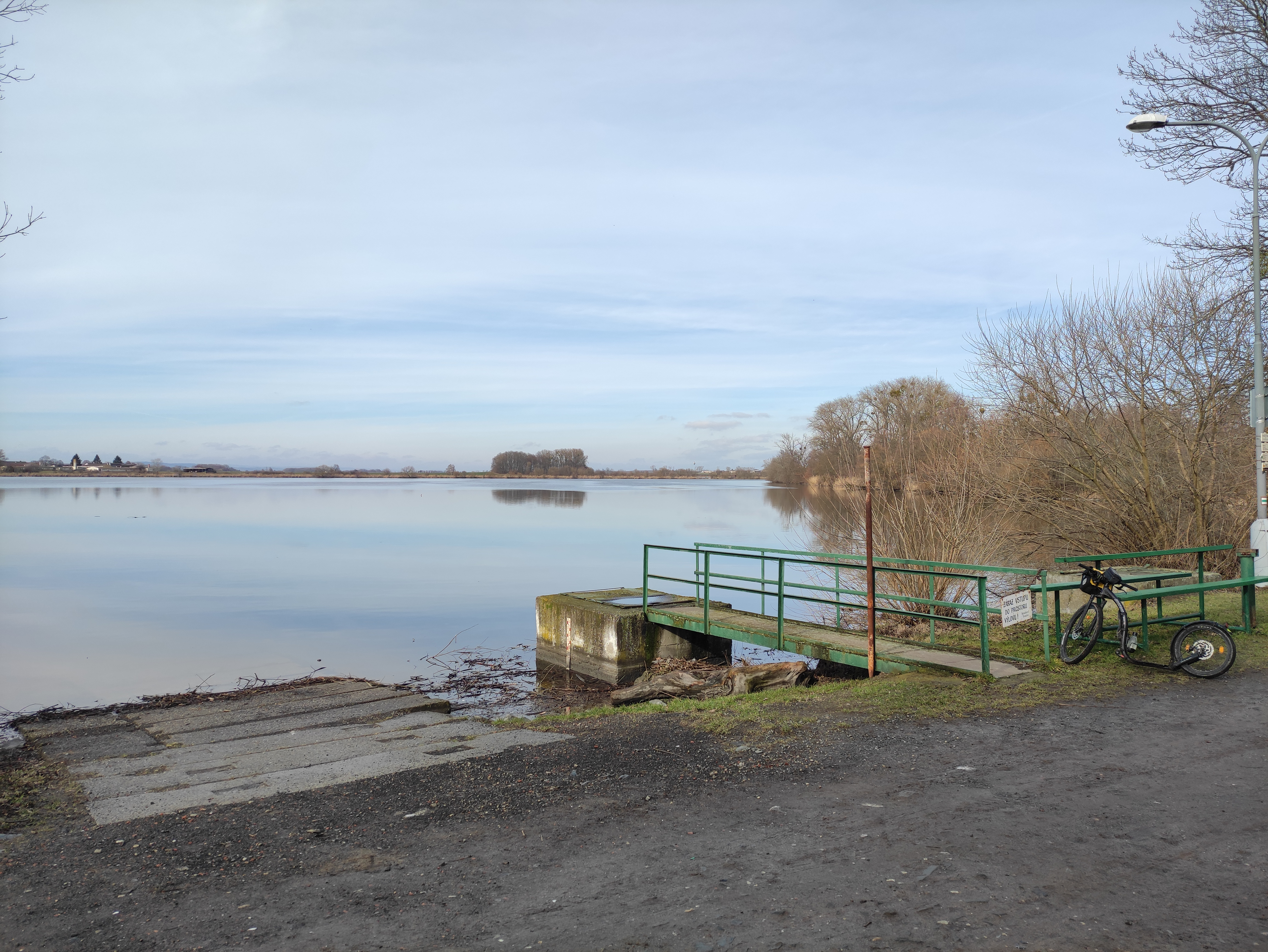
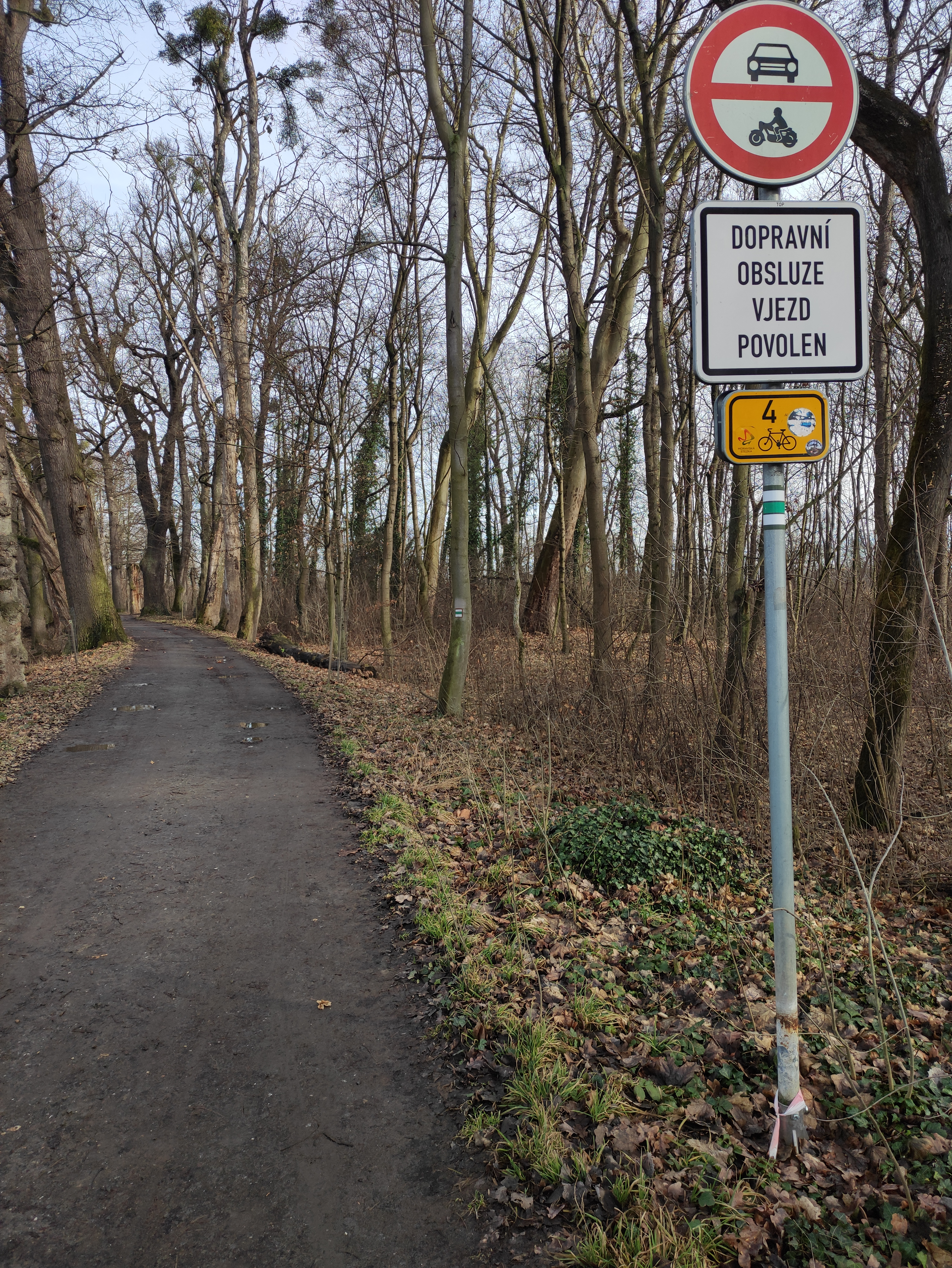
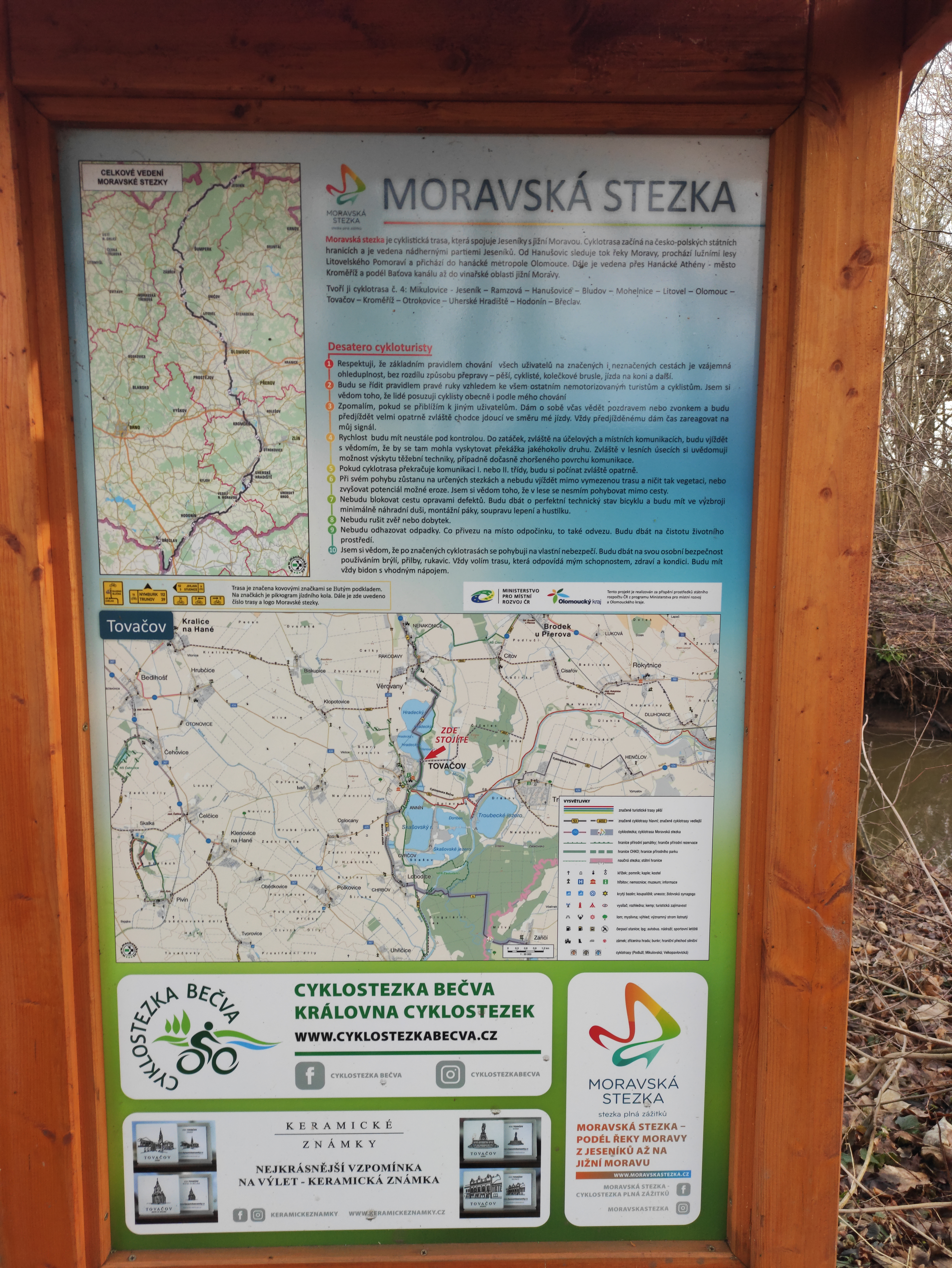
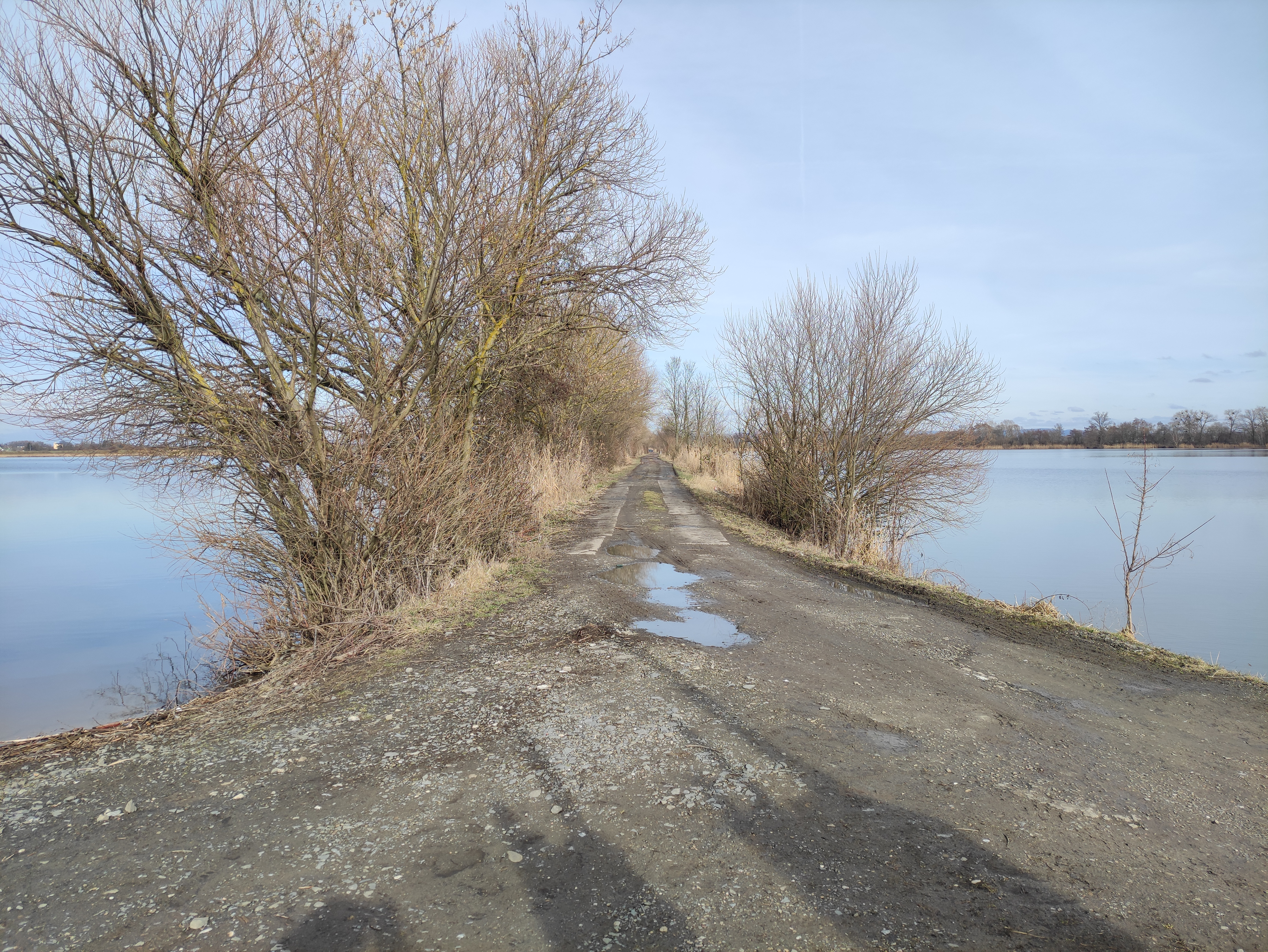